# Elisabeth Winterhalter
Elisabeth Hermine Winterhalter (Monaco di Baviera, 17 dicembre 1856 – Hofheim am Taunus, 13 febbraio 1952) è stata una chirurga, ginecologa e attivista tedesca.
È stata una delle prime donne medico e la prima donna chirurgo in Germania. È stata la compagna della pittrice tedesca Ottilie Roederstein.

## Biografia
Era la tredicesima e ultima figlia di Elisabeth (nata Von Garr) e Georg Winterhalter. Il padre, che morì quando lei aveva solo undici anni, era un medico, così come il nonno, il bisnonno e il fratello maggiore, e lei fin da piccola espresse il desiderio di diventare anch'essa medico. Dopo un periodo in un collegio dell'abbazia di Beuerberg, fu mandata in una scuola per insegnanti e divenne assistente dell'insegnante a Schwabing.
Nel 1884, la madre cedette e accettò di sostenere i suoi studi di medicina. A quel tempo, le donne non potevano frequentare le università dell'Impero tedesco, quindi si iscrisse all'Università di Zurigo e all'Università di Berna. Nel 1885 superò la maturità svizzera e fu ammessa a Zurigo. Nell'estate dello stesso anno, grazie a conoscenze all'università, conobbe Ottilie Roederstein, una ritrattista che viveva a Parigi e trascorreva le estati a Zurigo con la famiglia con cui, 1887, divenne amante e compagna.
Superò il Physikum (esame intermedio) nel 1886 e lo Staatsexamen nel 1889. A questo sono seguiti stage in cliniche chirurgiche a Parigi e a Monaco. Ha imparato il massaggio ginecologico a Stoccolma dalla fisioterapista svedese Thuren Brandt. Nel 1890 ottenne il dottorato e iniziò a esercitare la professione a Zurigo.

### Carriera medica
L'anno successivo, lei e Roederstein si trasferirono a Francoforte sul Meno, dove si aprirono opportunità professionali per Roederstein. Lì, Winterhalter ebbe anche l'opportunità di istituire il primo policlinico ginecologico presso la DRK-Schwesternschaft (un'organizzazione della Croce Rossa). Anche se non riuscì a ottenere la licenza medica tedesca, si guadagnò una buona reputazione come ginecologa e ostetrica e, nel 1895, divenne il primo chirurgo in Germania a eseguire una laparotomia. Insieme al dottor Ludwig Edinger, sotto l'egida del professor Carl Weigert, condusse ricerche che portarono alla scoperta della cellula gangliare ovarica e pubblicò un importante articolo sull'argomento nel 1896.
Nel 1902, le donne in Germania ottennero il diritto di studiare medicina. Per questo, all'età di quarantasette anni, sostenne il Physikum e lo Staatsexamen e, nel 1903, ottenne l'abilitazione all'esercizio della professione medica in Germania.
Nel 1907, lei e Roederstein acquistarono un terreno vicino a Hofheim am Taunus dove, nel 1909 vi costruirono una villa. Winterhalter continuò a esercitare la professione medica fino al 1911, quando dovette dimettersi per motivi di salute. Da quel momento in poi si è dedicata a sostenere la carriera della compagna, alle finanze domestiche e al giardinaggio. Ha anche co-fondato una biblioteca comunale e si è impegnata in varie cause di beneficenza. Per queste attività, lei e Roederstein ricevettero la cittadinanza onoraria di Hofheim.
Durante l'ascesa dei nazisti, non furono disturbati più di tanto, ma si ritirarono sempre più socialmente. Roederstein morì nel 1937 e Winterhalter creò un lascito comune, la Roederstein-Winterhalter-Stiftung.
In occasione del suo 95º compleanno, è stata premiata dal Presidente Theodor Heuss per il suo lavoro pionieristico nell'aprire la professione medica alle donne. Morì due mesi dopo e fu collocata insieme a Roederstein in un "Ehrengrab". A Francoforte c'è una strada nel quartiere Niederursel che porta il suo nome.